# День, коли Земля зупинилась (фільм, 1951)
«День, коли Земля зупинилась» (англ. The Day The Earth Stood Still) — американський чорно-білий науково-фантастичний фільм 1951 року, знятий режисером Робертом Вайзом за мотивами новели Гаррі Бейтса «Прощання з господарем».

## Сюжет
У розпал холодної війни у Вашингтоні здійснює посадку літаюча тарілка: у ній прибувають посланник Клаату і його могутній робот Горт, делеговані федерацією планет, щоб поставити народам Землі ультиматум про припинення ядерних випробувань.
Запанікувавши, військові відкривають по зорельоту вогонь і ранять посланника. Клаату усвідомлює, що єдиний спосіб домовитися із землянами — це взнати їх зсередини: він здійснює втечу з госпіталю і починає власне дослідження планети. Під виглядом звичайної людини, «містера Карпентера», він поселяється квартирантом у звичайній американській сім'ї — Хелен Бенсон. Під час вивчення планети він знайомиться з професором Джейкобом Барнхардтом, котрому він повідомляє, що союз цивілізацій стурбований загрозою з боку землян, які створили ядерну зброю й активно прагнуть вийти в космос. Він дає зрозуміти Барнхардту, що союз цивілізацій вбачає в цьому серйозну небезпеку, і в разі потреби готовий вжити найжорсткіших заходів, аж до знищення Землі. Однак головний розрахунок робиться все-таки на здоровий глузд землян, які насамперед повинні самі зрозуміти згубність перегонів озброєнь. Вчений погоджується допомогти Клаату в його місії, але пропонує йому для більшої переконливості провести "демонстрацію — відключити електрику скрізь, де це не призведе до аварій і не завдасть людям шкоди. Клаату погоджується і повертається у свій корабель, щоб організувати «демонстрацію».

## У ролях
- Майкл Ренні — Клаату
- Патріція Ніл — Хелен Бенсон
- Г'ю Марлоу — Том Стівенс
- Сем Джаффе — Професор Джейкоб Барнхардт
- Біллі Грей — Боббі Бенсон
- Френсіс Бав'єр — Місис Барлі
- Лок Мартін — Горт
- Френк Конрой — Містер Харлі